# Silent Cries and Mighty Echoes
Albums de Eloy
Live
(1978) Colours
(1980)
Silent Cries and Mighty Echoes est le septième album studio du groupe de rock progressif allemand Eloy. Il est sorti en janvier 1979 sur le label EMI Electrola et a été produit par Frank Bornemann & Eloy. Il sera le dernier album du groupe avec la formation Bornemann, Matziol, Schmitchen, Rosenthal.

## Historique

### Préparation et enregistrement de l'album
Après la tournée de promotion triomphale de l'album Ocean suivie de la sortie de l'album Live, quelques tensions apparaissent entre les membres du groupe . Pour remédier à cela, le groupe loue une maison en Normandie pour composer le prochain album, et y installe un espace de répétitions dans la pièce principale. Le calme et l'ambiance apaisée permettent au groupe de préparer un matériel de qualité pour l'album mais les tensions persistent notamment entre Frank Bornemann et Jürgen Rosenthal. Rosenthal continuant d'écrire des textes dans la veine de l'album précédent et Bornemann voulant plutôt changer de direction musicale .
Prêt pour l'enregistrement, le groupe se rend à Cologne au studios Sound N' Studios de l'ingénieur du son Georgi Nedeltschev. L'enregistrement se déroula en novembre et décembre 1978 et prit un peu plus de temps que prévu, ce qui obligea le mixage de l'album à se dérouler dans les studios EMI de Cologne en compagnie de Wolgang Thierbach.

### Tournée
L'album sorti en janvier 1979 et, dès mars, le groupe se lança dans une grande tournée dans les plus grandes salles d'Allemagne, ce qui ne réjouit pas particulièrement les membres du groupe qui estimaient qu'une plus grande proximité était nécessaire avec le public. A Cologne, le groupe partagea l'affiche avec un autre grand groupe allemand, Scorpions, ce dernier étant à cette époque en plein trouble, son guitariste soliste, Michael Schenker; venant de quitter le groupe et Matthias Jabs venant d'être réintégré . La tournée européenne passa aussi en France avec des concerts donnés à Paris, Strasbourg et au Palais des Fêtes de Mulhouse. Lors des concerts français, le guitariste Hannes Arkona fut intégré provisoirement à la formation avant de devenir un membre du groupe permanent dès 1980. Peu de temps après les concerts donnés en France, Rosenthal et Schmidtchen informeront les deux autres membres du groupe de leur départ définitif.

## Réception de l'album
L'album eut beaucoup de succès en Allemagne où il se classa à la 17e place des Offizielle Deutsche Charts. Il demeure à ce jour l'album le plus vendu du groupe.

## Liste des titres
Toutes les musiques sont de Eloy et les textes sont de Jürgen Rosenthal.

### Face 1
1. a) Astral Entrance - 3:03
 b) Master of Sensation - 6:00
2. The Apocalypse - 14:54
 a) Silent Cries Divide the Nights
 b) The Vision - Burning
 c) Force Majeure

### Face 2
1. Pilot to Paradise - 7:01
2. De Labore Solis - 5:12
3. Mighty Echoes - 7:16

### Titres bonus réédition 2000
1. Child Migration - 4:05
2. Let the Sun Rise in my Brain - 3:29

## Musiciens
- Frank Bornemann: chant, guitare électrique et acoustique, chœurs
- Klaus-Peter Matziol: basse, pedales basse Taurus, chœurs
- Detlev Schmidtchen: claviers, chœurs
- Jürgen Rosenthal: batterie, percussions

avec
- Brigitte Witt: chant sur The Vision - Burning

## Charts
| Pays      | Durée du classement | Meilleur classement |
| --------- | ------------------- | ------------------- |
| Allemagne | 14 semaines         | 17e                 |
| Norvège   | 1 semaine           | 18e                 |